# Smeathmannia pubescens
Smeathmannia pubescens là một loài thực vật có hoa trong họ Lạc tiên. Loài này được Sol. ex R.Br. miêu tả khoa học đầu tiên năm 1821.